# Ecaterina Oancia
Ecaterina Oancia (Sângeorgiu de Pădure, 25 maart 1954 – 3 december 2024) was een Roemeens stuurvrouw bij het roeien.
Oancia stuurde in 1984 de Roemeense dubbel-vier naar de olympische gouden medaille. Na afloop van deze spelen werd bij de dubbel-vier de stuurvrouw afgeschaft. Oancia stuurde in 1987 zowel de vier-met als de acht naar de wereldtitel. Een jaar later tijdens de Olympische Zomerspelen 1988 moest Oancia in de acht genoegen nemen met de zilveren medaille en in de vier-met met de bronzen medaille. Oancia won in 1989 haar tweede wereldtitel in de acht.
Ze overleed op 70-jarige leeftijd.

## Resultaten

### Olympische Zomerspelen
| Jaar | Plaats      | Resultaten                           |
| ---- | ----------- | ------------------------------------ |
| 1984 | Los Angeles | in de dubbel-vier-met-stuurvrouw     |
| 1988 | Seoel       | in de acht in de vier-met-stuurvrouw |

### Wereldkampioenschappen roeien
| Jaar | Plaats     | Resultaten                             |
| ---- | ---------- | -------------------------------------- |
| 1981 | München    | in de dubbel-vier-met-stuurvrouw       |
| 1983 | Duisburg   | 4e in de dubbel-vier-met-stuurvrouw    |
| 1985 | Hazewinkel | in de acht                             |
| 1987 | Duisburg   | in de vier-met-stuurvrouw · in de acht |
| 1989 | Bled       | in de acht                             |

1976: Anke Borchmann & Jutta Lau & Viola Poley & Roswietha Zobelt & Liane Weigelt ·
1980: Sybille Reinhardt & Jutta Ploch & Jutta Lau & Roswietha Zobelt & Liane Buhr·
1984: Maricica Țăran & Anișoara Sorohan & Ioana Badea & Sofia Corban & Ecaterina Oancia